# Итил
Итил (или Атил, от тюркски „голяма река“) е столицата на Хазарския хаганат от средата на 8 век до края на 10 век. Това е и тогавашното име на река Волга, в чиято делта се е намирал градът.
Град Итил е разположен в делтата на Волга, северозападно от Каспийско море. Освен столица на Хаганата, той е и един от най-големите търговски центрове на Пътя на коприната. В периода на разцвета му в града живеят евреи, християни и езичници, а мост го свързва с мюсюлманското селище Хазаран.